# Distrito de Hhohho
Hhohho es uno de los cuatro distritos de Suazilandia, está localizado en el noroeste del país. Su capital es Mbabane que también es una de las dos capitales del país.

## Organización político-administrativa
Hhohho está dividido en 14 tikhundlas, cada una de las cuales elige su representante en la Asamblea del Libandla. Las tikhundlas están a su vez divididas en imiphakatsi:
- Hhukwini: Lamgabhi y Dlangeni.
- Lobamba: Ezabeni, Ezulwini, Elangeni, Lobamba y Nkanini.
- Madlangempisi: Ebulanzeni/Buhlebuyeza, Kadvokolwako, Kaguquka, Kazandondo y Emzaceni.
- Maphalaleni: Nsingweni, Maphalaleni, Madlolo, Emcengeni, Kasiko, Esitseni, Entsanjeni, Emfeni y Mabeleni.
- Mayiwane: Mkhweni, Mavula, Mkhuzweni, Emfasini y Herefords.
- Mbabane Este: Fonteyn, Sidwashini, Maqobolwane, Mntulwini, Mcozini, Mncitsini, Corporation y Gobholo.
- Mbabane Oeste: Dividido en Bahai, Mangwaneni y seis zonas numeradas del I al VI.
- Mhlangatane: Sidwashini, Mangweni, Nhlanguyavuka, Ndvwabangeni, Zinyane, Nyakatfo, Mpofu, Mavula, Malibeni y Manjengeni.
- Motjane: Sipocosini, Esigangeni, Ekupheleni, Motjane, Luhlendlweni, Mpolonjeni y Mantabeni.
- Ndzingeni: Ludlawini, Ndzingeni, Emvuma, Emgungunlovu, Nkamanzi, Bulandzeni y Ngowane.
- Nkahaba: Ejubukweni, Nkaba, Emdzimba y Ekuvinjelweni.
- Ntfonjeni: Lomshiyo, Mshingishingini, Kandwandwe, Vusweni, Mvembili, Hhelehhele y Mashobeni.
- Piggs Peak: Enginamadolo, Ensangwini, Kamkhweli, Luhhumaneni, Bulembu y Ekwakheni.
- Timpisini: Mashobeni, Ndlalambi/Ludzibini, Mvembili y Kahhohho.

## Geografía

### Ciudades del distrito
| Ciudades de Hhohho | Ciudades de Hhohho | Ciudades de Hhohho |
| Nombre             | Población          | Año                |
| ------------------ | ------------------ | ------------------ |
| Mbabane            | 61.794             | 2010               |
| Ararat             |                    |                    |
| Bulembu            | 2.253              | 2010               |
| Croyden            |                    |                    |
| Dalriach           |                    |                    |
| Ekupheleni         |                    |                    |
| Mliba              |                    |                    |
| Mondi              | 1.981              | 2010               |
| Ngwenya            | 1.158              | 2010               |
| Piggs Peak         | 4.552              | 2010               |

## Demografía
| Población de Hhohho (1986-2010) | Población de Hhohho (1986-2010) | Población de Hhohho (1986-2010) |
| Año                             | Habitantes                      | % respecto a la nacional        |
| ------------------------------- | ------------------------------- | ------------------------------- |
| 1986                            | 178.936                         | 26,27%                          |
| 1997                            | 262.203                         | 27,15%                          |
| 2007                            | 263.761                         | 27,66%                          |
| 2010                            | 267.397                         | 27,81%                          |